# Cis bicolor
Cis bicolor är en skalbaggsart som beskrevs av Sharp 1879. Cis bicolor ingår i släktet Cis och familjen trädsvampborrare. Inga underarter finns listade i Catalogue of Life.